# Creu de terme dels Alamús
La Creu de terme dels Alamús és una creu de terme catalogada com a monument del municipi dels Alamús (Segrià) i inclosa en l'Inventari del Patrimoni Arquitectònic de Catalunya.
La creu dels Alamús és força ben conservada. Consta d'una base quadrangular (sobre un graó més ampli) de forma gairebé cúbica amb els angles superiors esmotxats, un fust poligonal, capitell i la creu pròpiament dita. El capitell, vuitavat, recolza sobre petites mènsules, que donen suport a les vuit semicolumnes toscanes que separen les diferents cares. A sis de les vuit cares trobem una figura de Sant dins d'una petita fornícula, les altres dues cares presenten una decoració molt esquemàtica
La creu, amb el Crist en una cara i la Mare de Déu a l'altre, té els braços solcats per acanaladures, l'horitzontal acabat amb sengles engruiximents, els braços de la creu queden enllaçats de dos en dos per volutes
Aquesta creu, força similar a la de Nalec (Urgell) i a d'altres del Segrià, l'Urgell i la Segarra, segueix encara la tipologia de les creus de terme gòtiques, per bé que els elements que conformen el capitell i la creu corresponen ja a un llenguatge posterior, de transició del renaixement al barroc, possiblement de finals del segle xvi o inicis del XVII.

## Història
La creu de terme dels Alamús, ubicada ara al cementiri Municipal, era situada anteriorment a l'anomenada encara plaça de la Creu, al bell mig del poble, d'on fou treta l'any 1936 per evitar que fos destruïda durant la guerra civil.